# Caloptilia theivora
Caloptilia theivora là một loài bướm đêm thuộc họ Gracillariidae. Nó được tìm thấy ở Brunei, Trung Quốc (Chiết Giang, Cam Túc, Quảng Đông, Quảng Tây, Quý Châu, Hải Nam, Hà Nam, Hồ Bắc, Hồ Nam, Giang Tây, Tứ Xuyên, Vân Nam, An Huy và Phúc Kiến), Hồng Kông, Ấn Độ, Indonesia (Java), Nhật Bản (Kyūshū, Shikoku, Honshū), Hàn Quốc, Malaysia (Tây Malaysia), Sri Lanka, Đài Loan, Thái Lan và Việt Nam.
Sải cánh dài 10–14 mm.
Ấu trùng ăn Camellia japonica, Camellia sasanqua, Camellia theifera và Thea species, bao gồm Thea sinensis. Chúng ăn lá nơi chúng làm tổ. Tổ nằm ở mặt dưới của lá.